# SBS 뉴스브리핑
《SBS 뉴스브리핑》(영어: SBS NEWS BRIEFING)은 SBS TV에서 매주 평일 오후 2시에 방송 중인 낮 뉴스쇼 프로그램이다.

## 개요
NEXT 멘트는 뉴스브리핑으로 읽는다.

## 방송 시간
- 현재 방송 시간은 2017년 3월 27일부터 기준으로 한다.

| 방송 채널 | 방송 기간                           | 방송 시간                                                     | 방송 분량  |
| --------- | ----------------------------------- | ------------------------------------------------------------- | ---------- |
| SBS TV    | 2013년 10월 10일 ~ 2015년 11월 19일 | 수요일 ~ 목요일 오후 3시 10분 ~ 오후 4시                      | 50분       |
| SBS TV    | 2015년 11월 23일 ~ 2016년 4월 22일  | 평일 오후 3시 ~ 오후 4시                                      | 1시간      |
| SBS TV    | 2016년 4월 25일 ~ 2016년 12월 30일  | 평일 오후 3시 ~ 오후 4시 30분                                 | 1시간 30분 |
| SBS TV    | 2017년 1월 2일 ~ 2017년 3월 24일    | 1부 : 평일 오후 2시 ~ 오후 3시 2부 : 평일 오후 4시 ~ 오후 5시 | 2시간      |
| SBS TV    | 2017년 3월 27일 ~ 현재              | 평일 오후 2시 ~ 오후 4시                                      | 2시간      |

## 앵커
- 현재 앵커 중 메인은 2023년 4월 3일부터 기준으로 하고 서브는 2025년 1월 8일부터 기준으로 한다.

### 메인
| 대수 | 진행자                      | 진행 기간                           | 비고        |
| ---- | --------------------------- | ----------------------------------- | ----------- |
| 1대  | 서두원 기자                 | 2013년 10월 10일 ~ 2014년 11월 13일 |             |
| 2대  | 신동욱 前 국제부장          | 2014년 11월 19일 ~ 2014년 12월 24일 |             |
| 3대  | 편상욱 정치부 부국장        | 2015년 1월 7일 ~ 2015년 11월 19일   |             |
| 4대  | 배재학 국제부 부국장급 기자 | 2015년 11월 23일 ~ 2016년 4월 22일  |             |
| 5대  | 주영진 논설위원             | 2016년 4월 25일 ~ 2023년 3월 31일   | [ 2 ]       |
| 6대  | 편상욱 정치부 부국장        | 2023년 4월 3일 ~ 현재               | [ 3 ] [ 4 ] |

### 서브
| 대수 | 진행자             | 진행 기간                           | 비고 |
| ---- | ------------------ | ----------------------------------- | ---- |
| 1대  | 최혜림 아나운서    | 2015년 11월 23일 ~ 2016년 12월 16일 |      |
| 2대  | 전연남 사회부 기자 | 2023년 2월 1일 ~ 2024년 12월 3일    |      |
| 3대  | 정혜경 정치부 기자 | 2025년 1월 8일 ~ 현재               |      |

## 코너

### 방영 코너
| 코너명                        | 진행자               |
| ----------------------------- | -------------------- |
| 앵커가 뽑은 이 시각 주요 뉴스 | 편상욱 정치부 부국장 |
| 정치 여담야담                 | 편상욱 정치부 부국장 |
| 인터뷰 ZOOM                   | 편상욱 정치부 부국장 |
| 정치 좌충우돌                 | 편상욱 정치부 부국장 |
| 뉴블더                        | 정혜경 정치부 기자   |
| 이주형의 씨네멘터리           | 이주형 기자          |
| 클로징/오늘의 노래            | 편상욱 정치부 부국장 |

#### 앵커가 뽑은 이 시각 주요 뉴스
평일 오후 2시에 20분 동안 방송하는 스트레이트 뉴스 코너.

#### 정치 여담야담
정치 토크 코너. 특집으로 어느 한 가지 소식을 중점적으로 전해야 할 땐 생략한다. 신설 당시 명칭은 정치 오프너였다가 2021년 8월 23일부터 정치 여담야담으로 변경되어 일반 정치 토크 코너로 개편됐다.

#### 인터뷰 ZOOM
뉴스브리핑 측에서 초대한 인물과 인터뷰하는 코너. 시인, 가수 등 여러 분야에서 활동하는 다양한 인물들이 출연하여 이야기를 한다.

#### 정치 좌충우돌
집권 여당과 제1 야당에서 국회의원 1명이 대표로 나와서 인터뷰를 한다.

#### 뉴블더
뉴스브리핑 더보기 코너. 2023년 2월 1일부터 신설됐으며 서브 앵커인 정혜경 정치부 기자가 진행한다.

#### 이주형의 씨네멘터리
금요일 영화 소개 코너. 이주형 기자가 진행한다.

#### 오늘의 노래
클로징과 함께 그날의 분위기에 맞는 노래를 들려주는 코너. 실시간으로 브리핑을 연결한다거나 특집으로 뉴스가 연장되거나 무언가 생방송으로 방송 분량이 1시간으로 축소될 땐 생략한다.

### 종영 코너
| 코너명             | 진행자          |
| ------------------ | --------------- |
| 주영진이 만난 사람 | 주영진 논설위원 |

#### 주영진이 만난 사람
인터뷰 코너. 주영진 논설위원이 진행했다.

## 타이틀 변천사
2013년 10월부터 여러 차례 변화를 거쳐서 시대 흐름에 따라 프로그램 명칭과 형식이 달라졌다.
- 현재 타이틀은 2017년 1월 2일부터 기준으로 한다.

| 기수 | 프로그램 타이틀   | 방송 기간                           |
| ---- | ----------------- | ----------------------------------- |
| 1기  | SBS 이슈 인사이드 | 2013년 10월 10일 ~ 2015년 11월 19일 |
| 2기  | 3시 뉴스브리핑    | 2015년 11월 23일 ~ 2016년 12월 30일 |
| 3기  | SBS 뉴스브리핑    | 2017년 1월 2일 ~ 현재               |

## 편성 변경
- 2015년 12월 28일 : 2015년 위안부 문제 협상 타결 논란의 시초가 된 한일 외교장관 회담 후 기자회견 방송으로 인하여 특집으로 방송
- 2016년 1월 1일 : 북한의 4차 핵실험 관련 소식으로 인하여 특집으로 방송
- 2017년 5월 9일 : 2017 국민의 선택 특집 방송으로 인하여 1시간 50분간 2017 국민의 선택 특집으로 방송
- 2017년 7월 4일 : 北 "ICBM 화성14형 발사 성공 관련 소식으로 인하여 2시간 40분간 특집으로 방송
- 2017년 11월 15일 : 포항 지진 관련 소식으로 인하여 3시간 동안 특집으로 방송
- 2018년 4월 6일 : 박근혜 전 대통령 1심 재판 선고 관련 소식으로 인하여 3시간 동안 특집으로 방송
- 2018년 6월 13일 : 2018 국민의 선택 특집 방송으로 인하여 2시간 50분간 2018 국민의 선택 특집으로 방송
- 2018년 9월 18일 ~ 9월 23일 : 2018 제 3차 남북정상회담 개최로 3시간 동안 특집으로 방송.
- 2018년 10월 5일 : 이명박 전 대통령 1심 재판 선고 관련 소식으로 인하여 2시간 15분간 특집으로 방송
- 2019년 9월 23일 : 제27회 임방울 국악제 편성으로 인한 3시 편성.
- 2020년 4월 15일 : 2020 국민의 선택 특집 방송으로 인하여 2020 국민의 선택 특집으로 방송
- 2021년 10월 6일 : 제 29회 임방울 국악제 편성으로 인한 3시로 편성
- 2022년 2월 10일 : 《2022 베이징 동계 올림픽》편성으로 인한 3시로 변경
- 2022년 10월 13일 : 오후 2시 40분 정의당 대표 후보 연설로 인한 편성으로 인해 단축 방송·편성
- 2023년 9월 18일 : 제31회 임방울 국악제 편성으로 인한 3시로 변경
- 2024년 5월 24일 : 2024 《SBS 희망 TV》 3부 방송으로 인하여 1시간 동안 방송
- 2024년 7월 30일 : 2024 파리올림픽 중계방송으로 인한 1시간 방송
- 2024년 10월 7일 : 2024 서울시교육감 보궐선거 후보토론회로 인한 3시 10분으로 변경
- 2025년 2월 20일 : 《2025 AFC U-20 아시안컵 D조 - 대한민국 vs 일본》 편성으로 인해 15분 단축 편성

## 결방
- 2017년 5월 3일 : 부처님 오신 날 특집 《판타스틱 듀오 2》, 《주먹쥐고 뱃고동》, 《런닝맨》 재방송으로 인하여 결방
- 2017년 5월 5일 : 2017 KBO리그 《KIA : 롯데》 생방송 중계로 인하여 결방
- 2017년 8월 15일 : 광복절 특선영화 《암살》의 편성으로 인하여 결방
- 2017년 9월 27일 : '공론화 위원회 특집토론 신고리 5,6호기 건설이냐 중단이냐'라는 명칭으로 방송
- 2018년 7월 17일 : '공론화 위원회 특집토론 대입제도개편 공론화위원회 개최 특집토론 우리 교육의 미래는?'이라는 명칭으로 방송
- 2018년 8월 14일 : 바른미래당 당 대표 및 최고위원 후보자 토론회, 생활의 달인 스페셜 방송으로 인하여 결방
- 2018년 8월 20일, 2018년 8월 21일, 2018년 8월 27일, 2018년 8월 29일 ~ 2018년 8월 30일 : 《2018 자카르타 팔렘방 아시안 게임》 중계방송으로 인하여 결방
- 2019년 9월 26일 : 조국 국회 대정부 질문-정치분야 편성으로 인한 결방.
- 2019년 10월 1일 : 국회대정부 질문 편성.
- 2019년 10월 3일 : 《2019 KBO리그》 《NC VS LG》 편성으로 인한 결방.
- 2020년 9월 30일 : 2020 KBO리그《기아타이거즈 VS 키움 히어로즈》 중계방송으로 인한 결방
- 2020년 10월 9일
- 2021년 2월 23일 : 전설의 아케이브 (재) 편성으로 인한 결방
- 2021년 3월 1일 : 《삼일절 연휴로 인한 결방 및 《미운우리새끼》, 《동상이몽2》 재편성
- 2021년 4월 5일 : 서울특별시장 보궐선거 중계방송, 《맨인블랙박스(재) 》편성으로 인한 결방
- 2021년 5월 5일 : 어린이날 연휴 및 2021년 KBO 리그 《삼성 라이온즈 VS 한화 이글스 》경기로 인한 결방.
- 2021년 5월 19일 : 부처님 오신 날 연휴 및 2021 KBO리그 《KIA 타이거즈 VS SSG 랜더스》 경기로 인한 결방.
- 2021년 7월 8일 : 3시부터 《 2020 도쿄 올림픽 》선수단 출정식 중계방송으로 인한 결방
- 2021년 7월 26일 ~ 2021년 8월 6일 : 2020 도쿄 올림픽 육상, 골프 중계 경기로 인한 결방.
- 2021년 8월 16일 : 대체연휴로 인한 특선영화《사자》편성으로 인한 결방.
- 2021년 10월 4일 : 대체연휴로 인한 《홍천기》, 《워맨스가 필요해》 재편성으로 인한 결방.
- 2021년 10월 11일 : 대체연휴로 인한 《백종원의 골목식당》, 《원 더 우먼》 재편성으로 인한 결방
- 2021년 11월 19일 : 창사특집 2021 SBS 희망 TV 3부 편성
- 2022년 1월 31일 ~ 2022년 2월 2일 : 설연휴로 인한 결방
- 2022년 2월 4일, 2022년 2월 11일, 2022년 2월 15일 : 《2022 베이징 동계 올림픽》 편성으로 인한 결방.
- 2022년 3월 1일 : 《3.1절》 연휴 및 《당신이 혹하는 사이 3 (재방송)》 편성으로 인해 결방.
- 2022년 3월 9일 : 대한민국 제20대 대통령 선거 개표방송
- 2022년 5월 5일 : 2022 프로 야구 《두산 베어스 VS LG 트윈스》·《어린이날》로 인해 결방.
- 2022년 6월 1일 : 제8회 전국동시지방선거 방영
- 2022년 6월 6일
- 2022년 8월 15일
- 2022년 9월 9일 ~ 2022년 9월 12일 : 추석 연휴 대체로 인한 결방
- 2022년 10월 3일 : 《싱포골드 (재방송)》 편성으로 인해 결방
- 2022년 10월 10일
- 2023년 1월 23일 ~ 2023년 1월 24일 : 설 연휴로 인한 결방
- 2023년 3월 1일 : 《3.1절》 연휴로 인한 결방
- 2023년 5월 5일 : 《어린이날》연휴 및 야구 중계로 인해 결방
- 2023년 5월 29일 : 《부처님 오신날》대체 연휴로 인해 결방
- 2023년 6월 6일 : 2023 프로 야구 중계로 인해 결방
- 2023년 8월 15일 : 《미운 우리 새끼》 재방송 편성으로 인해 결방
- 2023년 9월 28일 ~ 2023년 10월 3일 : 추석 연휴 및 《2022 항저우 아시안 게임》 중계 방송으로 인해 결방
- 2023년 10월 9일 :《7인의 탈출》 재방송으로 인한 결방
- 2024년 2월 12일 : 《동상이몽 2 너는 내 운명 (재방송)》, 《금토 드라마 재벌X형사 1 ~ 4회 몰아 보기》, 《SBS 뉴스》, 《미운 우리 새끼 (재방송)》 편성으로 인해 결방
- 2024년 3월 1일 : 《3.1절》 연휴로 인한 결방
- 2024년 4월 10일 :《대한민국 제22대 국회의원 선거》 개표방송 편성
- 2024년 5월 6일 :《어린이날》대체 연휴로 인한 결방
- 2024년 5월 15일 :《부처님오신날》연휴 및 프로 야구 두산 베어스 VS 기아 타이거즈 중계 방송으로 인해 결방
- 2024년 6월 6일 : 《현충일》 연휴로 인한 결방
- 2024년 8월 15일 :《광복절》 연휴로 인한 결방
- 2024년 9월 16일 ~ 9월 18일 : 추석 연휴로 인한 결방
- 2024년 10월 1일 : 《국군의날》 임시 공휴일로 인한 결방
- 2024년 10월 3일 :《개천절》및 야구 중계로 인한 결방
- 2024년 10월 9일 :《한글날》 연휴 및 2024 프로 야구 준플레이오프 LG트윈스 VS 케이티 위즈 중계 방송으로 인해 결방
- 2024년 12월 25일 : 《성탄절》로 인한 결방
- 2025년 1월 1일 : 신년으로 인해 결방
- 2025년 1월 27일 ~ 1월 30일 : 설날로 인한 결방
- 2025년 3월 3일 : 《삼일절》 대체 연휴로 인한 결방
- 2025년 5월 5일 ~ 5월 6일 : 《어린이날》 연휴 및 《부처님 오신날》 대체연휴로 인한 결방
- 2025년 6월 3일 : 대한민국 제21대 대통령 선거 조기대선으로 인한 투표방송
- 2025년 6월 6일 : 현충일 연휴로 인한 결방
- 2025년 7월 16일 : 더불어 민주당 당대표 토론회 로 인한 결방
- 2025년 8월 15일 : 광복절 연휴로 인한 결방

## 경쟁 프로그램
- 사사건건 (KBS 1TV)
- MBC 2시 뉴스외전 (MBC TV)
- YTN 뉴스퀘어 2PM (YTN)
- 뉴스현장 (연합뉴스TV)
- 뉴스1번지 (연합뉴스TV)